# Claire de Oliveira

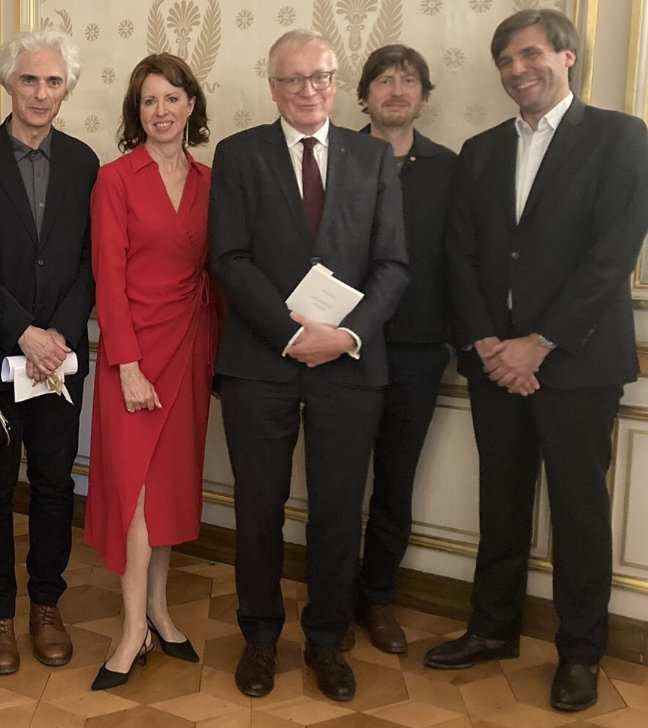
Prix-Nerval-Goethe 2024 - Ambassade d'Allemagne

Claire de Oliveira est une universitaire et traductrice littéraire vivant à Paris. Membre de l'Académie allemande pour la langue et la littérature, elle préside le prix Nerval-Goethe de traduction littéraire depuis 2017.

## Biographie
Ancienne élève du lycée Henri-IV, elle est reçue à l'agrégation d'allemand en 1985. Sa thèse de 3e cycle sur la poésie de la minorité allemande de Roumanie L’impossibilité d'un autrement - La poésie des Allemands de Roumanie entre hétéronomie et dissidence (1944-1990) est publiée chez Peter Lang. Après avoir enseigné à l'université d'Artois à Arras, elle est nommée en 2002 maître de conférences à la Sorbonne où elle enseigne la poésie germanophone moderne, la traduction et la traductologie. Ses travaux de recherche privilégient l’analyse de la traduction littéraire et la diffusion de la culture des pays de langue allemande, principalement par l’étude interculturelle des enjeux traductologiques.
Après un stage au Übersetzerkollegium de Straelen, elle traduit entre autres Joseph Roth, Herta Müller, Elfriede Jelinek, Elias Canetti, Stefan Zweig, Birgit Vanderbeke, Kathrin Schmidt, Botho Strauss, Thomas Mann et Franz Kafka, ainsi que des auteurs roumains et des poètes des minorités germanophones du Banat.
Formatrice au Centre européen de traduction littéraire (Bruxelles) et au Centre de traduction littéraire de l'Université de Lausanne, elle enseigne également la version allemande aux agrégatifs de l’ENS. En 2018, elle a animé une formation de traducteurs littéraires à Berlin („Stilerkundungen : Thomas Mann“, Berlin, Literarisches Colloquium.
Elle est lauréate du prix André-Gide (1998) et du prix Nerval (2004) ; le ministère autrichien de la Culture récompense sa traduction des essais de Joseph Roth et de Gier d'Elfriede Jelinek. L’Académie française lui a décerné le prix Jules-Janin (2017) pour sa retraduction de La Montagne magique de Thomas Mann.

## Affiliations scientifiques
- Présidente du prix Nerval-Goethe de traduction littéraire (2017)[2]
- Membre de l'Académie allemande de langue et de littérature (2016)
- Membre de l'Académie franco-allemande de Paris (2022)
- Membre du Centre de Recherches Interdisciplinaires d’Études Centre-Européennes (Sorbonne, depuis 2001)
- Membre du prix Nerval (2005-2016)
- Lectrice et collaboratrice extérieure aux éditions du Seuil de 1987 à 2012 (littérature allemande et roumaine)
- Membre du  Centre d’Études et de Recherche en Traductologie de l’Artois (à partir de 2000)
- Membre du Centre de Recherches sur les Cultures et les Intertextualités (depuis 1993)
- Comité de Lecture de la revue SEPTET (Société d’Études des Pratiques et Théories en Traduction, Strasbourg II)
- Membre de la commission Littératures Étrangères (ministère de la Culture, Centre National du Livre, Aides à la traduction)
- Formatrice au Centre européen de traduction littéraire (Bruxelles) et au Centre de traduction littéraire de l'université de Lausanne (Suisse)

## Distinctions
- 1977 : prix Strasbourg Lycées
- 1996 : prix Strasbourg pour le doctorat
- 1998 : prix André-Gide de Traduction littéraire décerné par la Deutsche Verlagsanstalt
- 2004 : prix Gérard de Nerval de traduction littéraire
- 2007 : prix du ministère autrichien de la Culture pour la traduction d'Elfriede Jelinek
- 2008 : prix du ministère autrichien de la Culture pour la traduction des essais de Joseph Roth
- 2016 : Élection à l'Académie allemande de langue et de littérature (membre du prix Gundolf)[3]
- 2017 : prix Jules-Janin de l'Académie française pour la retraduction de La Montagne magique de Thomas Mann[1]
- 2020 : prix de l’Académie d’Alsace pour la retraduction de La Montagne magique de Thomas Mann[4]
- 2024 : Prix Eugen-Helmlé[5]

## Publications

### Livres personnels
- La Poésie allemande de Roumanie - Entre hétéronomie et dissidence (1944-1990), Peter Lang, collection "Contacts" dirigée par J.M. Valentin, Berne, Paris, New York, 1995  (Prix Strasbourg 1996)
- Rose Ausländer - De la Bucovine à l'après-Shoah, Études réunies par Claire de Oliveira et Jean-Marie Valentin, Études germaniques, 22, avril-juin 2003

### Traductions de l'allemand
- Brigitte Kronauer, Rita Münster. Flammarion 1986.
- Andreas Beyer, Le Théâtre Olympique. Architecture du triomphe d'une société humaniste , Adam Biro 1989.
- Friedrich Piel, Albrecht Dürer, Adam Biro, 1990.
- Chroniques berlinoises, Inédits de Tucholsky, Döblin, H. Mann et Sternheim, Le Livre de Poche, 1991.
- Undine Gruenter, Aveugle la nuit, Seuil, 1992.
- Birgit Vanderbeke, Le Dîner de moules, Stock, 1995.
- Herta Müller, Le renard était déjà le chasseur, Seuil, 1996.
- Birgit Vanderbeke, Apocalypse non, Stock, 1996.
- Daniel Wissmann, Le dirigeable de Dillinger, Seuil, 1997.
- Werner Spies, Max Ernst, Loplop, Gallimard, 1997.
- Werner Spies, Sculptures, maisons, paysages, DuMont/Centre Pompidou, 1998.
- Birgit Vanderbeke, Je veux mon meurtre, Stock, 1998.
- Werner Spies, Modes d'emploi, Gallimard, 1998.
- Herta Müller, La Convocation, Métailié, 2000.
- Kathrin Schmidt, L’Expédition Gunnar Lennefsen, Gallimard, 2001.
- Elfriede Jelinek, Avidité, Seuil, 2002.
- Botho Strauss, Au dieu des bagatelles, Christian Bourgois, 2003.
- Joseph Roth, La filiale de l’enfer, Seuil, 2005.
- Ingeborg Bachmann, Malina, Seuil, 2007 (avec Ph. Jaccottet).
- Elias et Veza Canetti, Lettres à Georges, Albin Michel, 2008.
- Herta Müller, La Bascule du souffle, Gallimard, 2010.
- Stefan Zweig, Œuvres complètes, Gallimard, La Pléiade, 2013.
- Herta Müller, Animal du cœur, Gallimard, 2012.
- Elfriede Jelinek, À l'écart, Flammarion, 2013.
- Rose Ausländer, De ta voix l'ombre – Poèmes posthumes, Les Souffleurs, 2013.
- Thomas Mann, La Montagne magique, Fayard, 2016.
- Johann Lippet, Rolf Bossert, Werner Söllner, Horst Samson, « Poèmes souabes du Banat - Un Danube poétique », La revue de belles-lettres, Lausanne, 2016, II.
- Herta Müller, Tous les chats sautent à leur façon, Gallimard, 2018.
- Sasha M. Salzmann, Hors de soi, Grasset, 2018.
- Herta Müller, Essais choisis (Le roi s’incline et tue), Gallimard, 2018.
- Franz Jägerstätter, Être catholique ou nazi, Bayard, 2019.
- Traduire le silence – Poèmes transylvains (Oskar Pastior, Anemone Latzina, Franz Hodjak, Rolf-Frieder Marmont (Po&sie, n° 171, 2020)
- Iris Wolff, Le flou du monde, Grasset, 2021.
- Jenny Erpenbeck, Je vais, tu vas, ils vont, Fayard, 2022.
- Franz Kafka, Journaux, Gallimard, La Pléiade, 2022.
- Benjamin Quaderer, L'homme qui fit chuter le paradis, Seuil, 2023.
- Ralph Dutli, Les Amants de Mantoue, Le Bruit du Temps, 2023.
- Thomas Mann, Nouvelles de jeunesse, Christian Bourgois, 2025.

### Traductions du roumain
- Geo Bogza, Réhabilitation du rêve ; Gheorghe Dinu, Evolutions ; Ion Vinea, Modernisme et tradition ; Miron Radu Paraschivescu, La Transfiguration du Mot (Paris, Surréalisme et Avant-Garde roumaine, Maurice Nadeau Les Lettres Nouvelles, 1996)
- Gib Mihaescu, Nouvelles  (Toulouse, Editions Alcor, 1993)
- Littérature roumaine d'aujourd'hui (Ana Blandiana, Mircea Cartarescu, Ion Grosan, Matei Visniec, Dumitru Radu Popescu), Paris, Missives, 3/1994 .
- Gheorghe Cràciun, Souvenirs de l'enfance des mots (Paris, Missives, janvier 1995)
- Magda Carneci, Psaumes. Poèmes (Québec, Écrits des Forges, 1997)

### Citations sur l’œuvre de traduction
- « Un nouveau souffle pour la Montagne magique » (Marie Darrieussecq)[6]
- « Il aura donc fallu plus de soixante-dix ans, le temps d’une existence, pour que l’un des vaisseaux amiraux de la littérature au XXe siècle soit retraduit en français. (…) La nouvelle traduction, par Claire de Oliveira, modernise le texte sans complaisance ni anachronisme, rectifiant de nombreuses imprécisions.(…) Les édulcorations sont évacuées et les jeux de mots rétablis, qui procurent à la prose mannienne toute sa saveur et toute sa légèreté, voire son humour – chose inaperçue dans la première version. (…) Un ouvrage essentiel nous est ainsi rendu : nul n’aura désormais d’excuses pour ne pas le lire jusqu’au bout. » (Nicolas Weill, Le Monde, 11.02.2016)[7]